# Illusion (film, 2004)
Pour les articles homonymes, voir Illusion (homonymie).
Pour plus de détails, voir Fiche technique et Distribution.
Illusion est un film américain réalisé par Michael A. Goorjian, sorti en 2004, librement inspiré de la pièce L'Illusion comique de Pierre Corneille.

## Synopsis
Un réalisateur de cinéma autrefois très puissant, se rapproche de la fin de sa vie. Comme il attend la mort, il se glisse dans un «rêve» où est représenté trois "extraits" du film de la vie de son fils. Suspicieux d'abord, puis curieux, et, finalement, captivé, il regarde la croissance de son fils de la préadolescence à l'âge adulte, et comment son fils poursuit l'amour de sa vie, Isabelle. Lors des "extraits" où le fils court après son amour, la voix off du père ne cesse de dire à son fils que c'est quelqu'un d'inutile et d'indésirable. Finalement, le vieil homme découvrira la vérité surprenante sur son fils et lui-même.

## Fiche technique
- Titre : Illusion
- Réalisation : Michael A. Goorjian
- Scénario : Michael A. Goorjian, Chris Horvath, Ron Marasco et Tressa DiFiglia
- Production : Rick Bieber, James C.E. Burke, Scott Disharoon, Daniel Fried, Chris Miller, Anahid Nazarian et Kevin Weisman
- Musique : Chris Ferreira
- Photographie : Robert Humphreys
- Pays d'origine : États-Unis
- Format : Couleurs - 2,35:1 - Dolby Digital
- Genre : Drame, romance
- Durée : 106 minutes
- Date de sortie : 2004

## Distribution
- Kirk Douglas : Donald Baines
- Michael A. Goorjian : Christopher
- Karen Tucker : Isabelle
- Bryan Cranston : David
- Richmond Arquette : Mortimer
- Ron Marasco : Stan
- Ted Raimi : Ian
- Kristen Clement : Sara
- Kevin Weisman : Kay